# Chodník Pavla Jozefa Šafárika

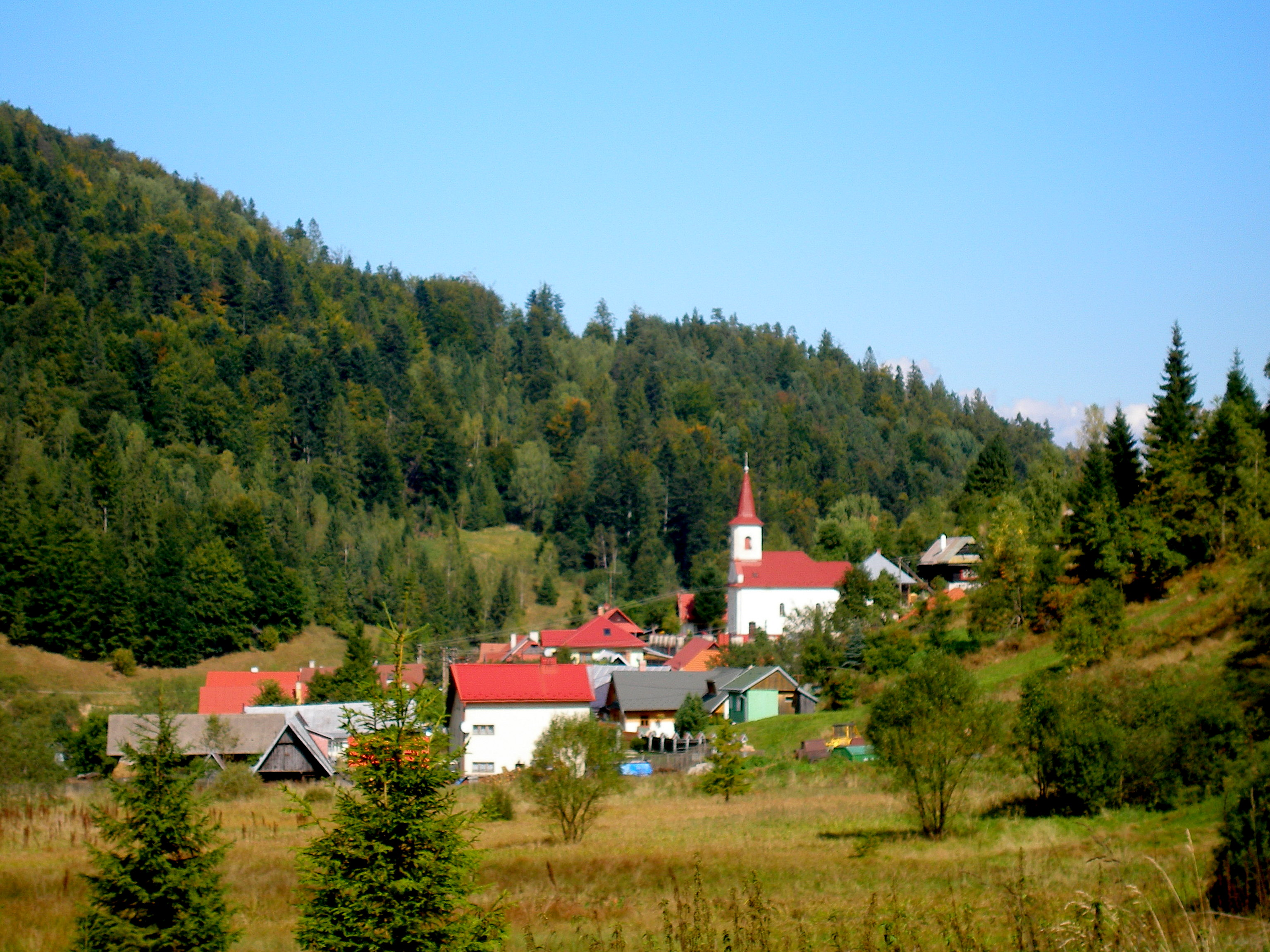
Chodník nabízí neopakovatelné scenérie - Henclová.

Chodník Pavla Jozefa Šafárika je dálková turistická trasa na Slovensku, vedoucí pohořími Volovské vrchy, Stolické vrchy a Revúcka vrchovina. Převážně zeleně značená trasa je pojmenována po Pavlu Josefovi Šafaříkovi a spojuje Nálepkovo a Jelšavu. Celková délka trasy je 95,6 km, převýšení 3 967/4 237 metrů a odhadovaný čas na její zdolání je 27.35 hodin.

## Průběh trasy
Magistrála začíná v Nálepkove (520 m n. m.), odkud vede údolím Hnilce a následně stoupá úpatím Strleckého vrchu do údolí Tiché vody a Henclovej. Mezi sedlem Volovec (1150 m n. m.) a Skaliskom (1293 m n. m.) vede po červené značce Evropské dálkové turistické trasy E8, z vrcholu klesá opět po zelené značce k chatě Volovec a dále k městu Rožňava (304 m n. m.). Pokračuje přes Tureckou (953 m n. m.), Sedlo Filipka (450 m n. m.), Kobeliarovo (460 m n. m.) - rodnou obec P. J. Šafárika a Brdárku (595 m n. m.) na 1476 m n. m. vysokou Stolici. Faltenovým sedlem pokračuje na vrch Kohút (1409 m n. m.), Ostrý vrch (870 m n. m. ) a k  horárni Hrádok (665 m n. m.), kde se chodník stáčí k Jelšave, kde u nádraží končí.